# Culture de Dadiwan
La culture de Dadiwan (en chinois 大地灣文化), d'environ 5 800 à 5 400 avant notre ère, est une des premières cultures néolithiques de la Chine. Elle s'étend essentiellement sur le plateau de Lœss des parties orientales du Gansu et du Shaanxi, berceau de l'agriculture et de la civilisation chinoise.

## Culture de Dadiwan
La culture de Dadiwan est caractérisée par des bêches grossières et des outils en coquillage de type couteau ou faucille denticulée indiquant une économie agricole. La plupart des outils (racloirs, …) sont en pierre taillée, les pièces polies restant assez grossières. Une tradition microlithique survit encore. La présence de millet commun et de graines de colza montrent que ces graminées bien adaptées à la sécheresse et aux terres de lœss ont été domestiquées très tôt. Le chien et le porc étaient les principaux animaux domestiques. Bien que l'essentiel des ressources vienne de la production agricole, la pêche, la chasse et la cueillette (noix, noisettes, micocoules) occupent encore une place importante.
Les poteries sont primitives: fabriquées à la main, leur épaisseur est irrégulière. On y trouve des bo (coupes à trois pieds et fond arrondi), des guan (jarres pansues à large col et trois pieds) et des hu (jarres à petit col et fond arrondi). Ils sont généralement rouge violacé et certains portent des symboles qui pourraient être à l'origine des caractères chinois.

Exposition de 2017 au musée de Hemudu
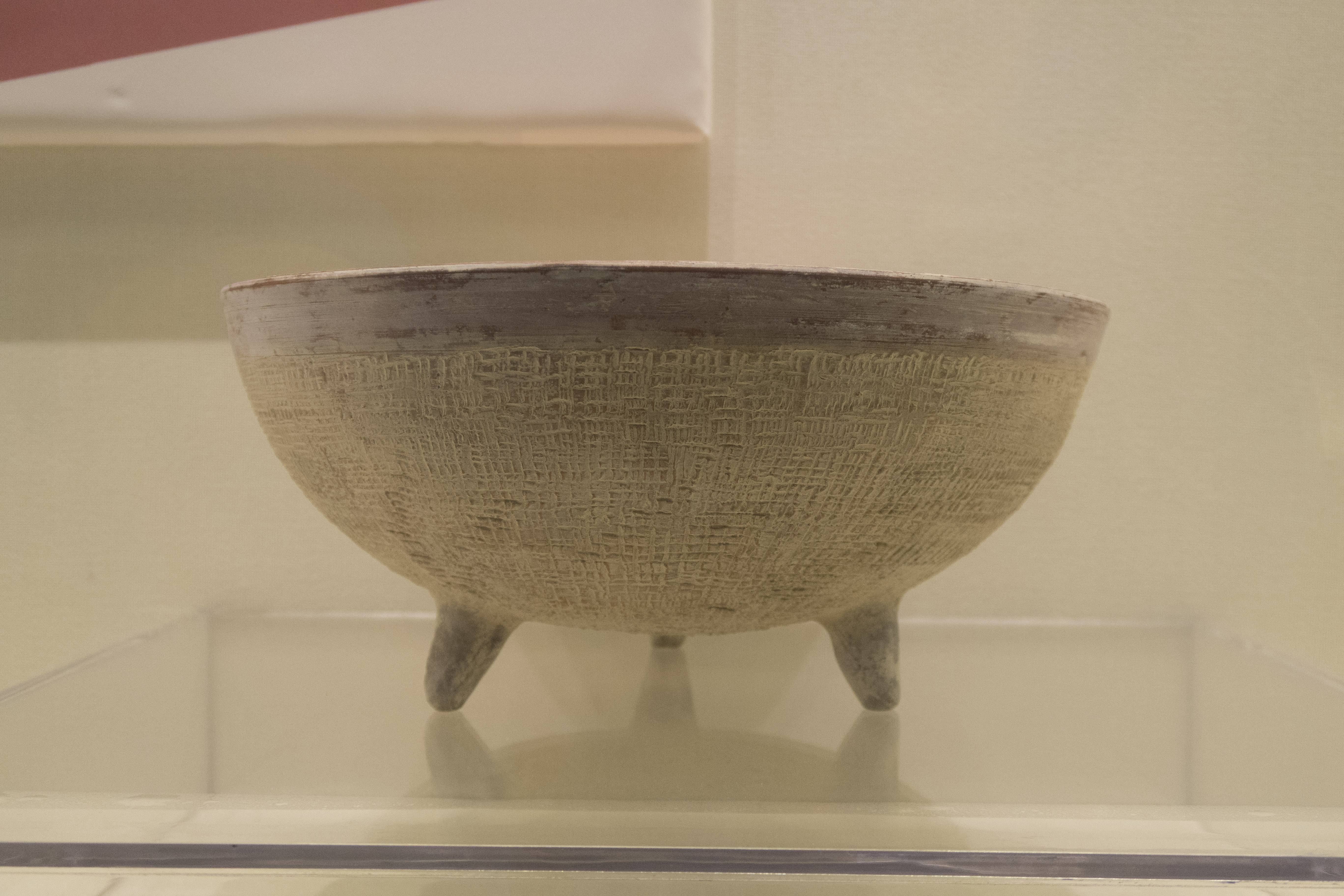
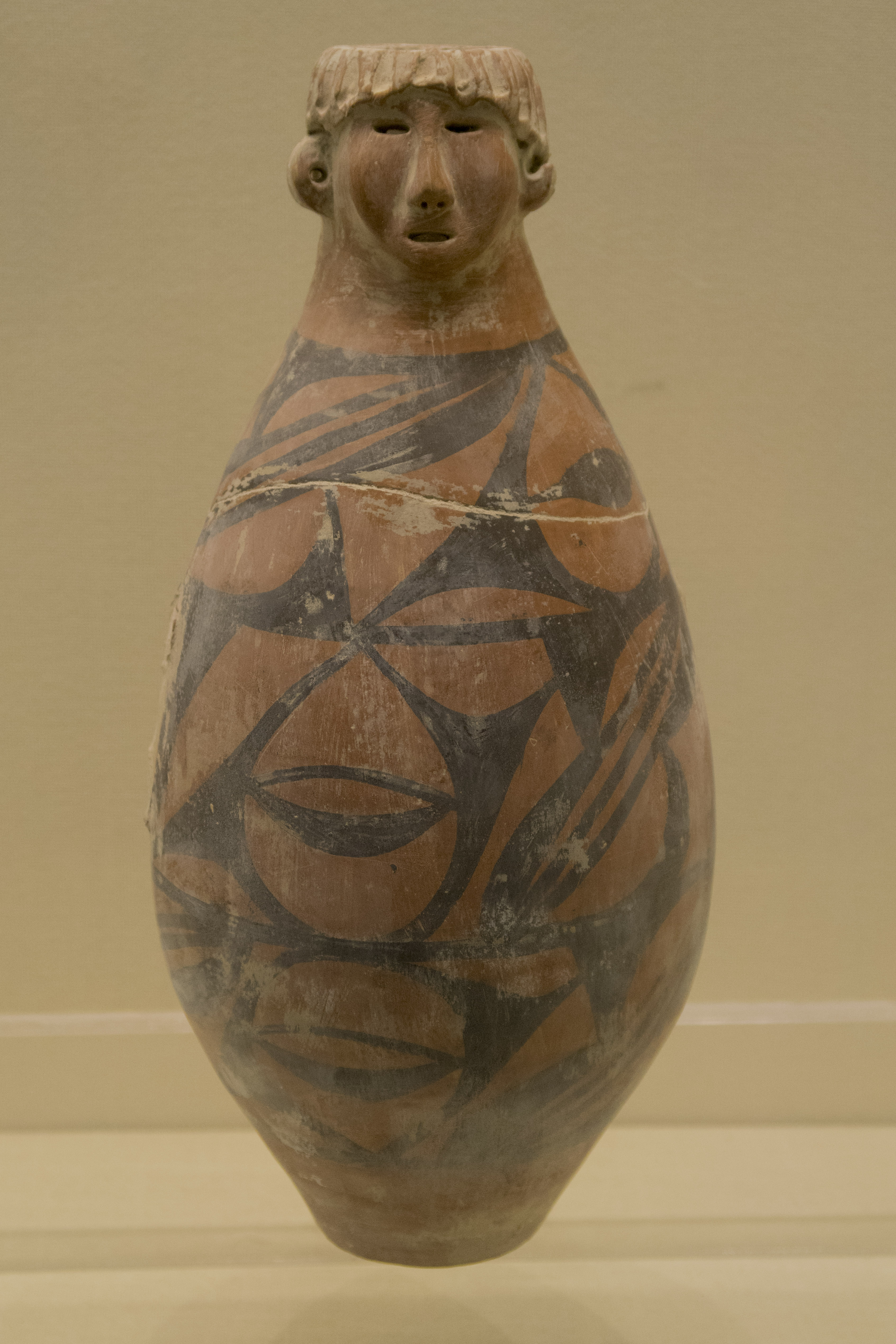
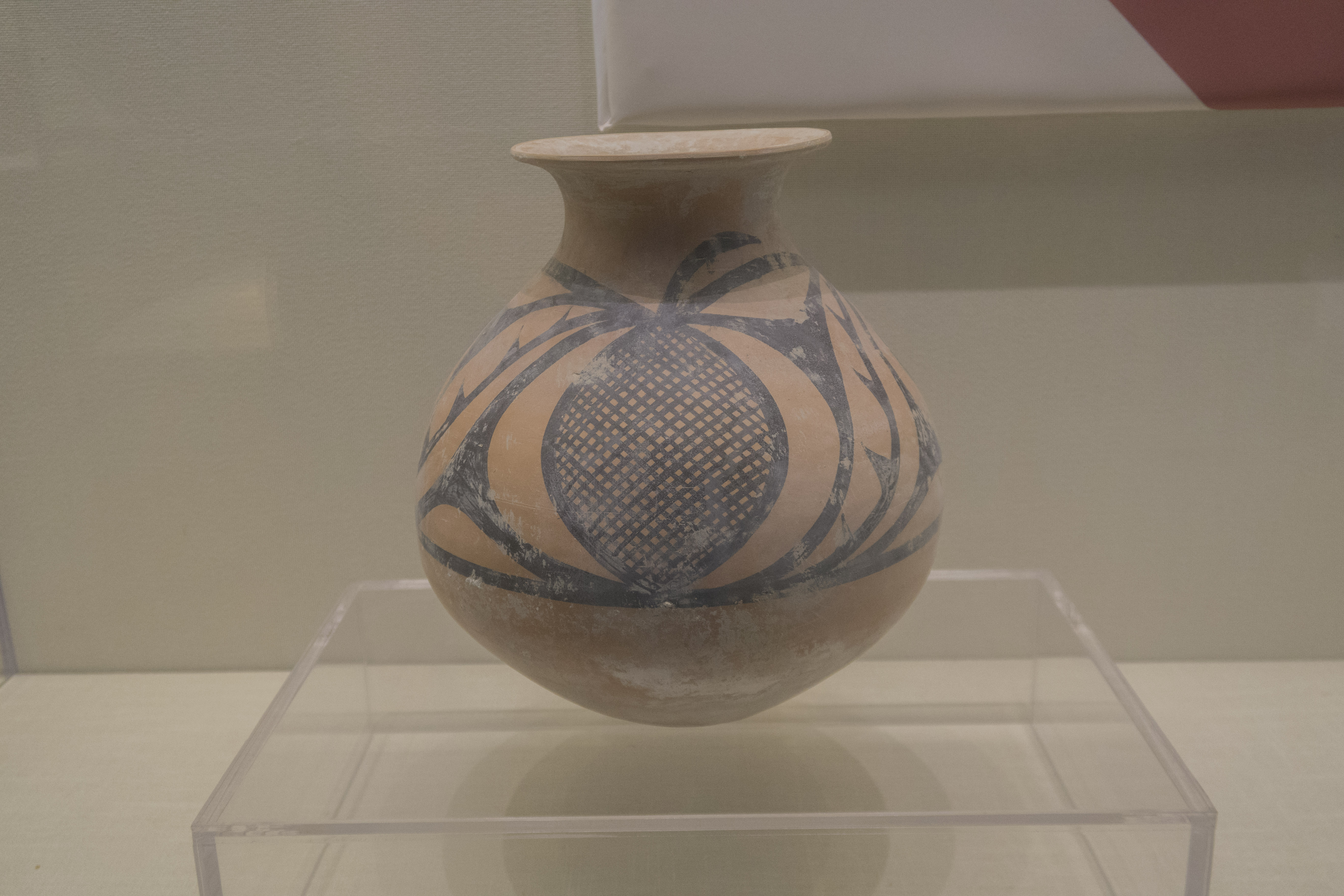

## Site de Dadiwan

Plan du grand bâtiment

Le site de Dadiwan est un groupement d'habitations situé au sommet d'un cône de déjection dans la vallée de la Qingshui à Wuying dans le xian de Qin'an. Il a été étudié de 1975 à 1984, puis en 2004, 2006 et 2009. Il témoigne d'une occupation sporadique depuis au moins 60 000 ans. 
Le Néolithique est représenté ici d'abord par la culture de Dadiwan (- 5 900 à - 5 200), puis par celles de Laoguantai (de) (- 5 200 à - 4 800), de Yangshao (- 4 800 à - 2 900), et enfin par la culture de Changshan (- 2 900 à - 2 800). 
Les découvertes portent sur 240 fondements de maison, 98 foyers de cuisine, 325 fosses pour les déchets, 71 tombes, 35 fours, 4 147 pièces de poterie ainsi que 1 931 pièces en pierre ou en jade et 2 218 pièces en os (ainsi que cornes et dents) et de nombreux restes d'animaux.
Les fondations d'un grand bâtiment s'étendant sur 420 m², dont 290 m² de surface construite, ont été repérées. Il possède un sol en béton et est considéré comme un palais ayant un usage administratif.
La salle F411 présente une peinture de 1,2 m sur 1,1 m faite en noir et parfaitement préservée. 
Le site est inscrit dans la liste des monuments protégés au niveau national depuis 1988 (3-189). Un musée a été ouvert sur place pour présenter les découvertes et les ruines du palais.